# Azovska sjön

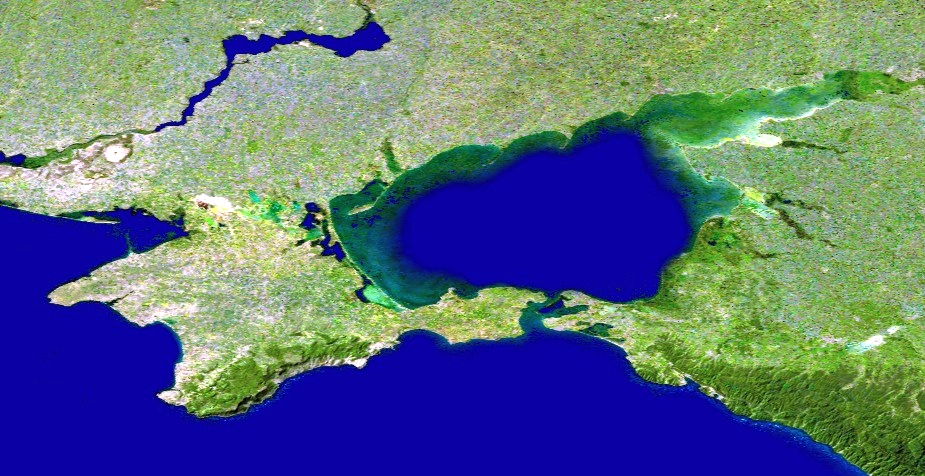
Satellitfotografi över Azovska sjön.

Azovska sjön, även Azovska havet (ryska: Азо́вское мо́ре, Azóvskoye móre; ukrainska: Азо́вське мо́ре, Azóvśke móre; adygeiska: Хы МыутӀэ; krimtatariska: Azaq deñizi, Азакъ денъизи, ازاق دﻩﯕىزى) är ett bihav till Svarta havet öster om halvön Krim som har sitt namn efter staden Azov som ligger invid Taganrogviken i dess nordöstra hörn. Sjön är, enligt ett avtal från 2003, ett gemensamt innanhav för Ryssland och Ukraina med fritt tillträde för ländernas fartyg, men Krimbron begränsar storleken på de fartyg som kan passera Kertjsundet.

## Geografi
Azovska sjön har en total yta på omkring 37 600 km²; dess öar har en total yta på 108 km². Den hänger samman med Svarta havet genom sundet vid Kertj och betraktas ofta som en av dess vikar. Sjön är grund, och med ett maxdjup på omkring 14 meter och ett genomsnittligt djup på omkring 7 m är det världens grundaste hav. Bottnen består mest av sand, lera och musselkalk.
Vattnet har låg salthalt, 10–12 psu i de centrala delarna av sjön. I Taganrogviken i sjöns nordöstra ände är salthalten ännu lägre, endast 2–7 psu. I Kertjsundet i söder är salthalten högre, 12-14 psu.
Bland de mer än 20 floder som mynnar i Azovska sjön märks Don och Kuban. På den sydöstra sidan av Azovska sjön märks Temrjukbukten och på den västra sidan märks det så kallade Syvasj, "den ruttna sjön", en saltsjö som genom en lång, smal och sandig landtunga av Arabatnäset skiljes från den större Azovska sjön och som har en helt annan karaktär än denna med mycket saltaktigt vatten.
Azovska sjön tar emot stora mängder silt från floderna och grundas långsamt upp. Sand och grus bygger upp ett stort antal sandrevlar som bildar grunda laguner med liten vattenomsättning.

## Flora och fauna

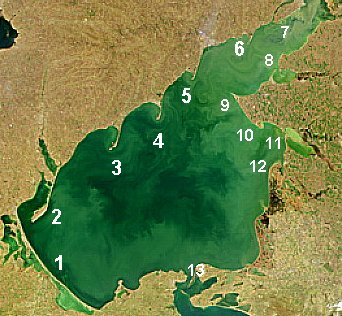
Större sandrevlar i Azovska sjön: 1. Arabat 2. Fedotov 3. Obitochna 4. Berdyansk 5. Belosaraysk 6. Krivaya 7. Beglitsk 8. Glafirovsk och Yeysk 9. Dolgaya 10. Kamyshevatsk 11. Yasensk 12. Achuevsk 13. Chushka.

Floderna tillför också många näringsämnen som gynnar algtillväxten och fisket. Bland de viktigaste arterna kan nämnas: stör, gädda, sill och sardiner.